# EBRC美洲豹
裝甲偵察既戰鬥車輛美洲豹（法語：Engin Blindé de Reconnaissance et de Combat Jaguar），簡稱EBRC 美洲豹，是法國的裝甲偵察車輛，將取代法國陸軍的AMX 10 RC、潘哈德ERC，以及VAB Mephisto。

## 歷史
根據法國陸軍的2020國防白皮書，AMX 10 RC和ERC 90 Sagaie自2020年起將陸續除役，並由至多250輛新型裝甲偵查載具取代。Nexter、泰雷茲和雷諾卡車防務組成聯合承包商開發新型載具，以及VBMR獅鷲多功能裝甲載具，該型載具和EBRC美洲豹共用70%的零件。
2014年12月6日，法國國防部長尚-伊夫·勒德里安宣佈，美洲豹將自2020年開始交車，並在2017年4月下了第一批20輛美洲豹與319輛獅鷲的訂單。第二批訂單包含271輛獅鷲以及42輛美洲豹，於2020年9月24日下訂。法國陸軍總共將購入1872輛獅鷲和300輛美洲豹。

## 設計
生產獅鷲與美洲豹的聯合承包商被要求把美洲豹的單價控制在1百萬歐元以下，因此，此型載具的底盤以商用全地形卡車底盤為基礎，並使用了標準商用卡車的引擎。引擎經過改裝，可以接受更多種的燃料。美洲豹俱備加壓系統，可讓乘員艙保持加壓狀態，以對抗化學、生物或輻射的威脅。美洲豹亦裝備了空調，以利在沙漠環境行動。
美洲豹具備STANAG 4569四級的裝甲防護，可以抵擋14.5×114mm的穿甲彈、155mm的砲彈破片，和10公斤TNT的地雷引爆。電子防禦包含泰雷茲Barage主動干擾裝置以對抗土製炸彈、兩組Antares飛彈預警系統、TDA軍備公司的主動遮蔽系統，以及車頂上的Metravib Pilar V槍聲定位器。
美洲豹的主武器是CTA 國際的CT40砲，可發射40mm埋頭彈，其射速達每分鐘200發，最大有效射程達1500公尺。砲塔上另裝有MMP反戰車飛彈發射器，裝有兩枚飛彈，車體內另有兩枚備彈，另外，在砲塔上方裝有一7.62mm遙控機槍和八枚煙霧彈。

EBRC 美洲豹 - 2022年3月
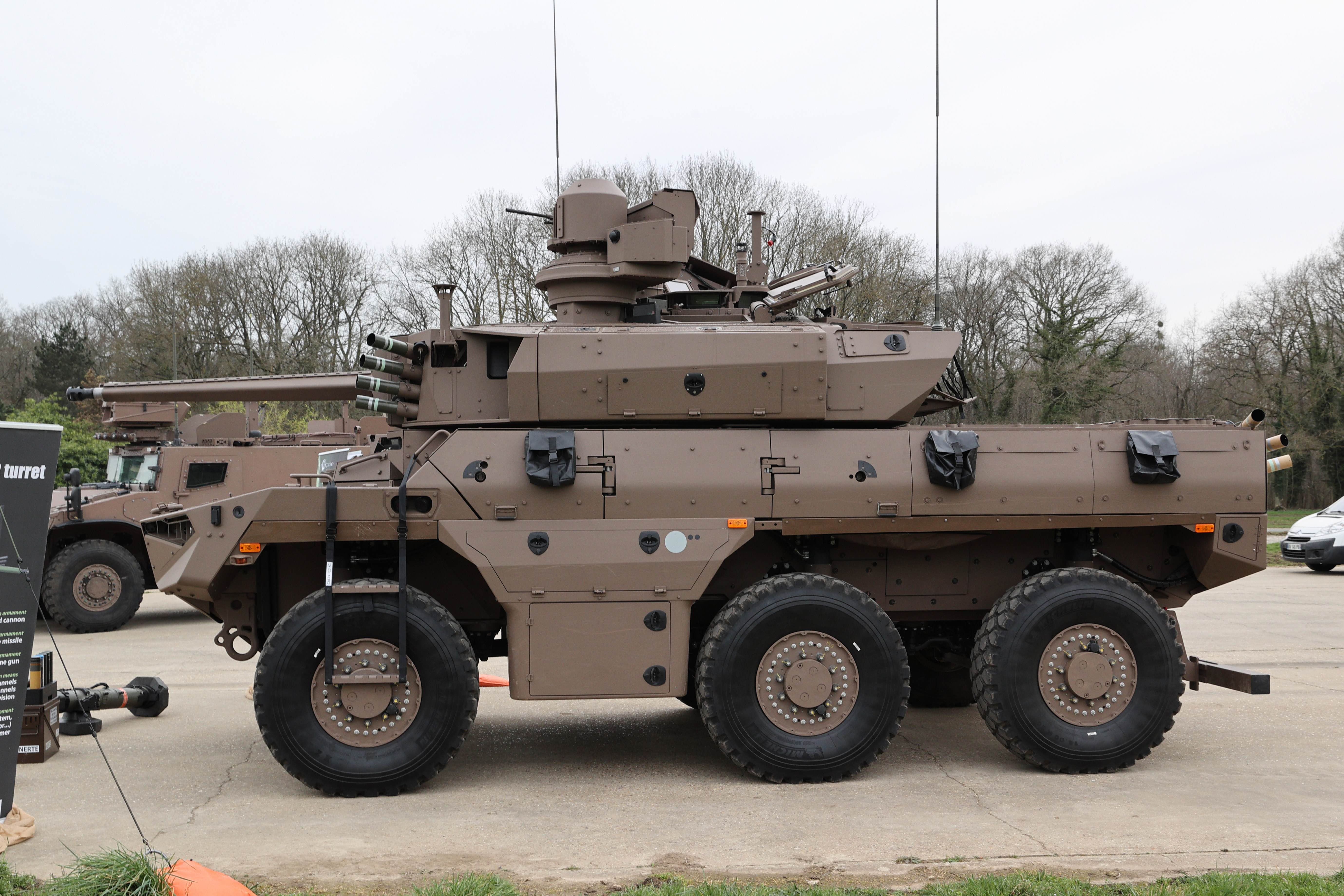
左側
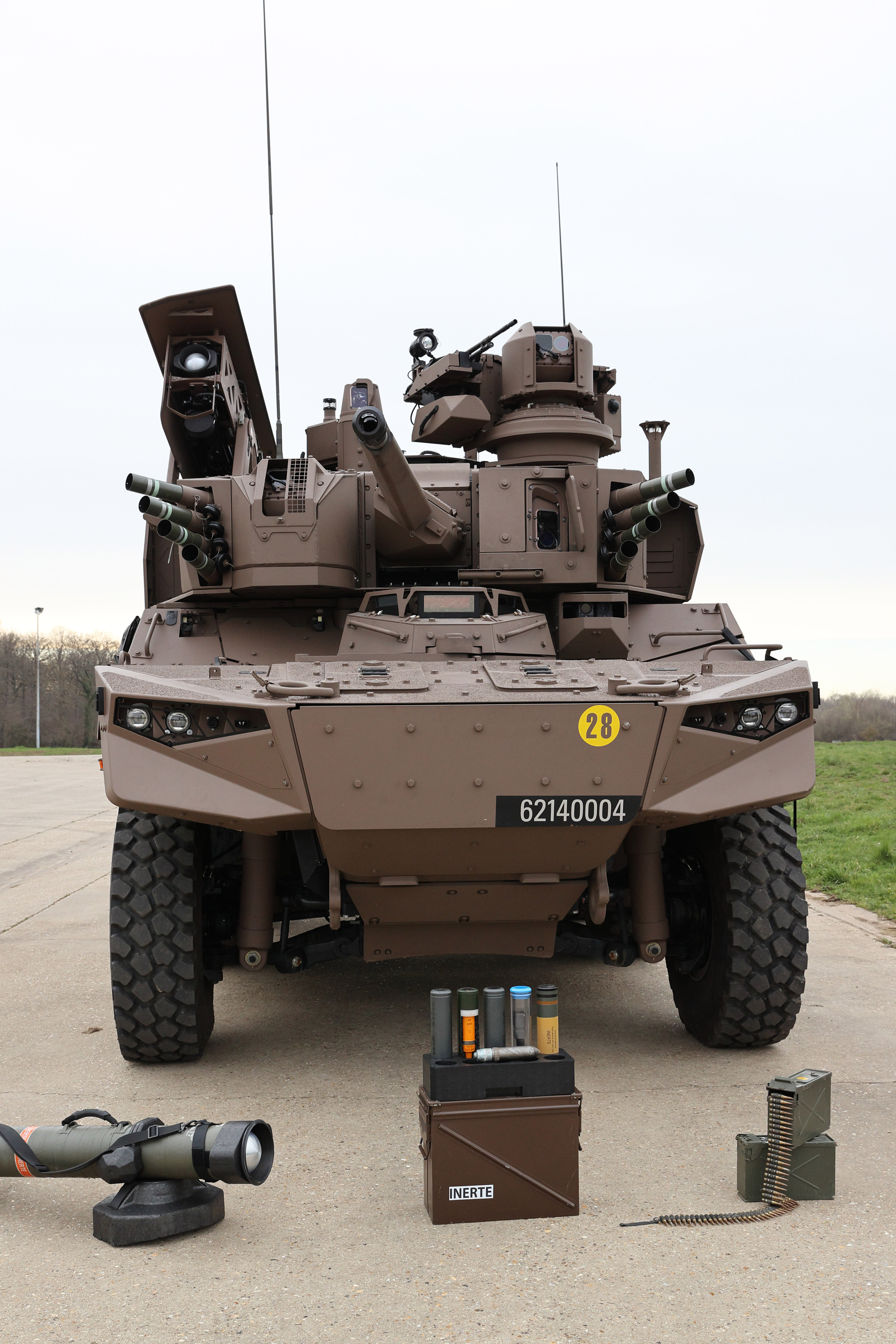
正面
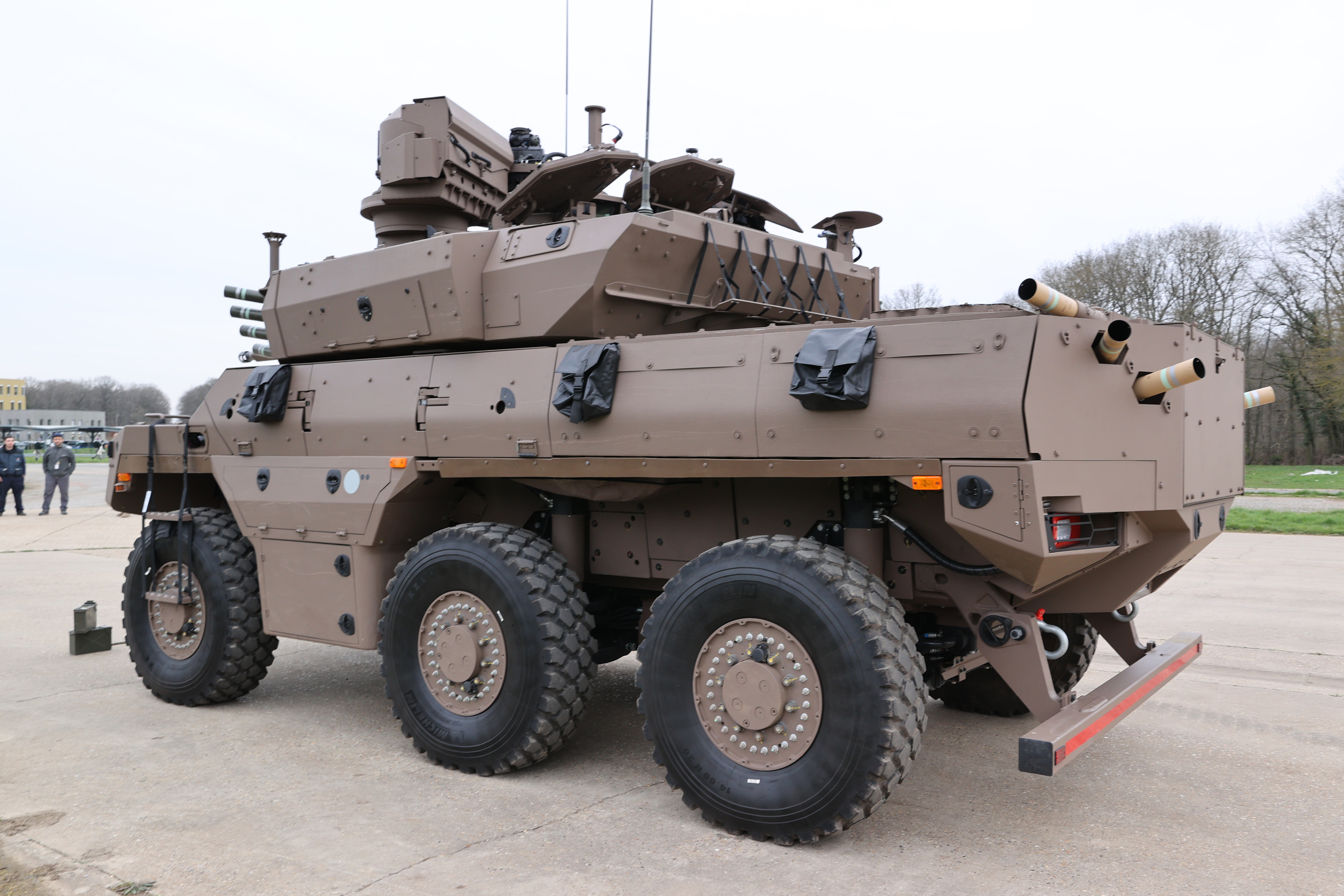
左後側

## 服役國
- 法國 - 法國陸軍在天蠍（Scorpion）計畫之下將於2030年前採購300輛美洲豹、1872輛獅鷲和978輛藪貓
- 比利时 -  比利時陸軍將採購60輛美洲豹和417輛獅鷲

## 流行文化
美洲豹在2021年的第一人稱射擊遊戲戰地風雲2042露面。遊戲裡稱其為EBAA野貓。在遊戲中，美國和俄羅斯陣營皆使用此載具。